# ニンテンドー ゲームキューブ メモリーカード
ニンテンドー ゲームキューブ メモリーカード（Nintendo GameCube Memorycard）とは、ニンテンドー ゲームキューブのゲームのセーブデータを保存するためのメモリーカードである。

## 概要・スペック
ニンテンドーゲームキューブおよびWiiにはカードスロットが2つ用意されている。SDカードアダプタやゲームキューブマイクも同カードスロットを用いる。
日本ではメモリーカード59と251が販売された他、一部ソフトにメモリーカード59が同梱された。また、海外では大容量のメモリーカード1019が販売された。
日本と海外はカードのファイルシステムが異なるため、両者を共用することは不可能である。

### 容量
メモリカード末尾の数字は、ブロック数を示しており1ブロックは8KB (8192Byte)から構成している。
記録媒体の容量から、ファイルシステムとして5ブロック(40KB)を使用するため、全ブロック数から5を引いたブロックをセーブデータとして使用している。
| 種類                | 容量                              |
| ------------------- | --------------------------------- |
| メモリーカード 59   | 512KB (4Mbit) / 8KB = 64ブロック  |
| メモリーカード 251  | 2MB (16Mbit) / 8KB = 256ブロック  |
| メモリーカード 1019 | 8MB (64Mbit) / 8KB = 1024ブロック |

### サイズ
- 幅：36mm
- 奥行き：40mm
- 高さ：7mm
- 質量：10g

## セーブデータ
ファイルシステムに記録している、先頭のヘッダ (64Byte)データと、ブロックデータから構成している。

### ヘッダ
| 開始アドレス | サイズ | 名前         | 備考 |
| ------------ | ------ | ------------ | ---- |
| 0x00         | 4      | ゲームコード |      |
| 0x04         | 2      | 会社コード   |      |
| 0x06         | 2      | 不明         |      |
| 0x08         |        | ファイル名   |      |
| 0x28         | 4      | マーカー     |      |
| 0x31         | 11     | 不明         |      |

### ブロックデータ
ブロックデータのサイズは、1ブロック(8KB (8192Byte))の倍数である。
セーブデータ管理画面で表示されるファイルサイズは、ブロックデータのみのファイルサイズ。

## 備考
- セーブデータのサイズを8KB (8192Byte)で割ると64Byteの余りが出る。